# Boligee
Boligee – miasto w Stanach Zjednoczonych, w stanie Alabama, w hrabstwie Greene. W roku 2023 miasto zamieszkiwało 281 osób, a gęstość zaludnienia wynosiła 27,5 osoby/km².